# エクスペリメンタル・ジェット・セット、トラッシュ・アンド・ノー・スター
『エクスペリメンタル・ジェット・セット、トラッシュ・アンド・ノー・スター 』（Experimental Jet Set, Trash & No Star）は、ソニック・ユースが1994年に発表したアルバムである。

## 解説
1987年に『シスター』を録音したシアー・サウンド・スタジオで録音された。
キム・ゴードンはこのアルバムをレコーディング中妊娠していた。
リー・ラナルドがヴォーカルを担当する曲がひとつもない。
「ブル・イン・ザ・ヘザー」はアメリカのシングルチャート13位を記録し、バンド史上最も高いセールスを記録したシングルとなった。同曲のプロモーションビデオには、ライオット・ガール・ムーブメントでフェミニズムを前面に打ち出したバンド、ビキニ・キルを経てル・ティグラに在籍しているキャスリーン・ハンナが出演している。
ジャケットはトーキング・ヘッズのアルバム、リメイン・イン・ライトのパロディである。

## 収録曲
特筆ない限り作曲はソニック・ユース、作詞はヴォーカル担当。
1. ウィナーズ・ブルース - Winner's Blues  (2:07)
2. ブル・イン・ザ・ヘザー - Bull in the Heather  (3:04)
3. スターフィールド・ロード - Starfield Road (2:15)
4. スキンク - Skink (4:12)
5. スクリーミング・スカル - Screaming Skull (2:38)
  - ソニック・ユースとDave Markeyによる共作
6. セルフ・オブセスド・アンド・セクシー - Self-Obsessed and Sexxee (4:30)
7. ボーン - Bone (3:57)
8. アンドロジーナス・マインド - Androgynous Mind (3:21)
9. クエスト・フォー・ザ・カップ - Quest for the Cup (2:30)
10. ウェイスト - Waist (2:49)
11. ドクターズ・オーダーズ - Doctor's Orders (4:20)
12. トーキョー・アイ - Tokyo Eye (3:55)
  - ボアダムスの山塚アイに関する詩
13. イン・ザ・マインド・オブ・ザ・ブルジョア・リーダー - In the Mind of the Bourgeois Reader 	 (2:33)
14. スウィート・シャイン - Sweet Shine (5:26)